# 代斯特里
代斯特里（法語：Destry，法語發音：[dɛstʁi]；洛林语：Dèhhry）是法国摩泽尔省的一个市镇，属于福尔巴克-布莱摩泽尔区。

## 地理
代斯特里（48°56'38"N, 6°35'6"E）面积6.93 平方千米，位于法国大東部大區摩泽尔省，该省份为法国东北部内陆省份，是洛林的一部分，西南接默尔特-摩泽尔省，东临下莱茵省，北与卢森堡和德国接壤。
与代斯特里接壤的市镇（或旧市镇、城区）包括：阿尚、巴龙维尔、布吕朗日、朗德罗夫、马尔蒂耶、瑞士。
代斯特里的时区为UTC+01:00、UTC+02:00（夏令时）。

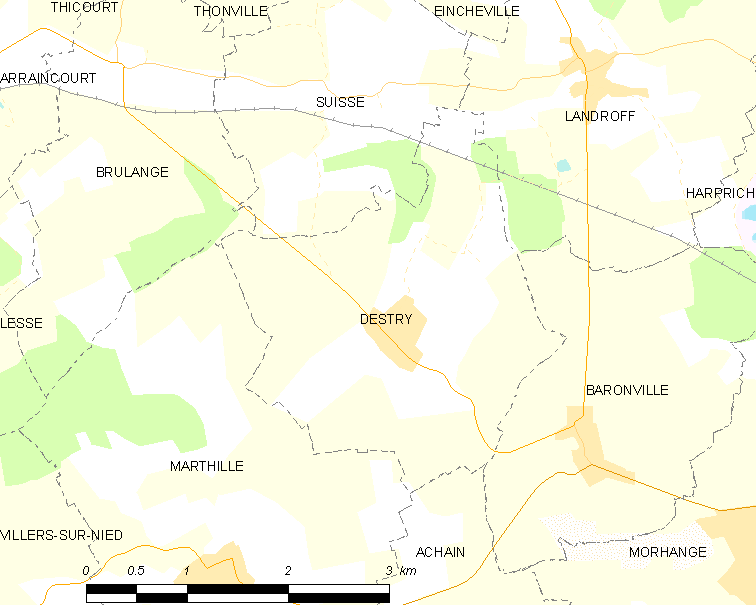
代斯特里的OSM定位图

## 行政
代斯特里的邮政编码为57340，INSEE市镇编码为57174。

## 政治
代斯特里所属的省级选区为萨拉尔布县。

## 人口

1962-2008年间代斯特里人口变化图示

代斯特里于2022年1月1日时的人口数量为110人。